# 龍潭庄
龍潭庄為台灣日治時期1920年至1945年間存在之行政區，轄屬新竹州大溪郡；1936年（昭和十一年）時人口為18,826人。龍潭庄為今桃園市龍潭區。

## 行政區劃
龍潭庄在臺灣日治時期行政區劃的十二廳時期原屬新竹廳桃澗堡之黃泥塘庄、烏樹林庄、八張犂庄、竹窩仔庄、四方林庄、龍潭陂庄、九座藔庄、泉水空庄、淮仔埔庄、三坑仔庄、十一份庄、大坪庄、打鐵坑庄、三角林庄、銅鑼圈庄、三洽水庄。1920年10月，上述16庄合併為龍潭庄，「龍潭陂」改稱「龍潭」，轄域內分為龍潭、黃泥塘、烏樹林、打鐵坑、竹窩子、四方林、九座寮、泉水空、淮子埔、三坑子、十一分、大坪、八張犁、三角林、銅鑼圈、三洽水等16個大字。
- 四方林大字下有「四方林」、「大湖底」小字名，大坪大字下有「大坪」、「二坪」小字名[2]。

## 庄長
| 屆數 | 姓名                     | 出身   | 任期                  |
| ---- | ------------------------ | ------ | --------------------- |
| 1    | 鍾會宏                   | 新竹州 | 1920年10月至1936年9月 |
| 2    | 鄭昌英（後改名松岡昌英） | 新竹州 | 1936年6月至1943年8月  |
| 3    | 宮內榮治                 | 長野縣 | 1943年8月至終戰       |

## 設施
- 龍潭庄役場
- 龍潭郵便局
- 龍潭農業專修學校（今桃園市立龍潭高級中等學校）
- 龍潭公學校→龍潭國民學校（今桃園市龍潭區龍潭國民小學）
- 三坑子公學校→三坑子國民學校（今桃園市龍潭區三坑國民小學）
- 銅鑼圈公學校→銅鑼圈國民學校（今桃園市龍潭區高原國民小學）

龍潭聖蹟亭

- 龍潭聖蹟亭

## 名勝舊跡
- 龍潭陂（龍潭大池）